# Kulasekaram
Kulasekaram  es una ciudad y nagar Panchayat situada en el distrito de Kanyakumari en el estado de Tamil Nadu (India). Su población es de 17267 habitantes (2011). Se encuentra a 79 km de Thiruvananthapuram. 

## Demografía
Según el censo de 2011 la población de Kulasekaram era de 17267 habitantes, de los cuales 8556 eran hombres y 8711 eran mujeres. Kulasekaram tiene una tasa media de alfabetización del 90,71%, superior a la media estatal del 80,09%: la alfabetización masculina es del 92,54%, y la alfabetización femenina del 88,91%.